# Myopsyche sankuruica
Myopsyche sankuruica är en fjärilsart som beskrevs av Sergius G. Kiriakoff 1954. Myopsyche sankuruica ingår i släktet Myopsyche och familjen björnspinnare. Inga underarter finns listade i Catalogue of Life.